# 狂人的家庭
《狂人的家庭》（英語：Merrily We Live）是一部1938年美国喜劇電影，由诺曼·Z·麦克劳德执导、哈尔·罗奇监制、米高梅发行。它获得了五项奥斯卡提名。
它翻拍自1930年的电影《What a Man》，后者又改编自E·J·拉的1924年小说《黑暗篇章：阶级差异喜剧》（The Dark Chapter: A Comedy of Class Distinctions） 。 

## 剧情
基尔本家的管家格罗夫纳（Grosvenor；艾伦·莫布雷饰）早餐时发现家里的银器被偷。偷东西的是家里的司机，他原本是个流浪汉，由艾米丽·基尔本（Emily Kilbourne；比莉·伯克）收留。她痴迷于改造穷人，这让家里人很恼火。艾米丽发誓不再接受收留流浪汉，但不久韦德·罗林斯（Wade Rawlins；布赖恩·艾亨饰）的汽车就在基尔本家门口抛锚，艾米丽又将他收留，成为新的司机...

## 奖项
它一共获得了五项奥斯卡奖提名：最佳女配角（比莉·伯克）、最佳录音（埃尔默·拉格斯）、最佳歌曲（同名歌曲）、最佳艺术指导（查尔斯·D·霍尔）和最佳摄影（诺伯特·布罗丁）。 